# Obi Toppin
Obadiah Richard Toppin, detto Obi (Brooklyn, 4 marzo 1998), è un cestista statunitense, ala grande dei Indiana Pacers.

## Carriera

### High school
Ha frequentato la Heritage High School a Palm Bay come freshman prima di trasferirsi alla Melbourne Central Catholic High School l'anno successivo. Toppin ha messo a referto 20,6 punti, 8,1 rimbalzi, 3 assist e 3 stoppate di media nel suo anno da senior a Ossining e ha guidato la sua squadra al primo titolo di conference dopo 10 anni. Nel 2018, dopo aver ricevuto offerte da molti college, decide di andare a giocare nella squadra della University of Dayton.

### College

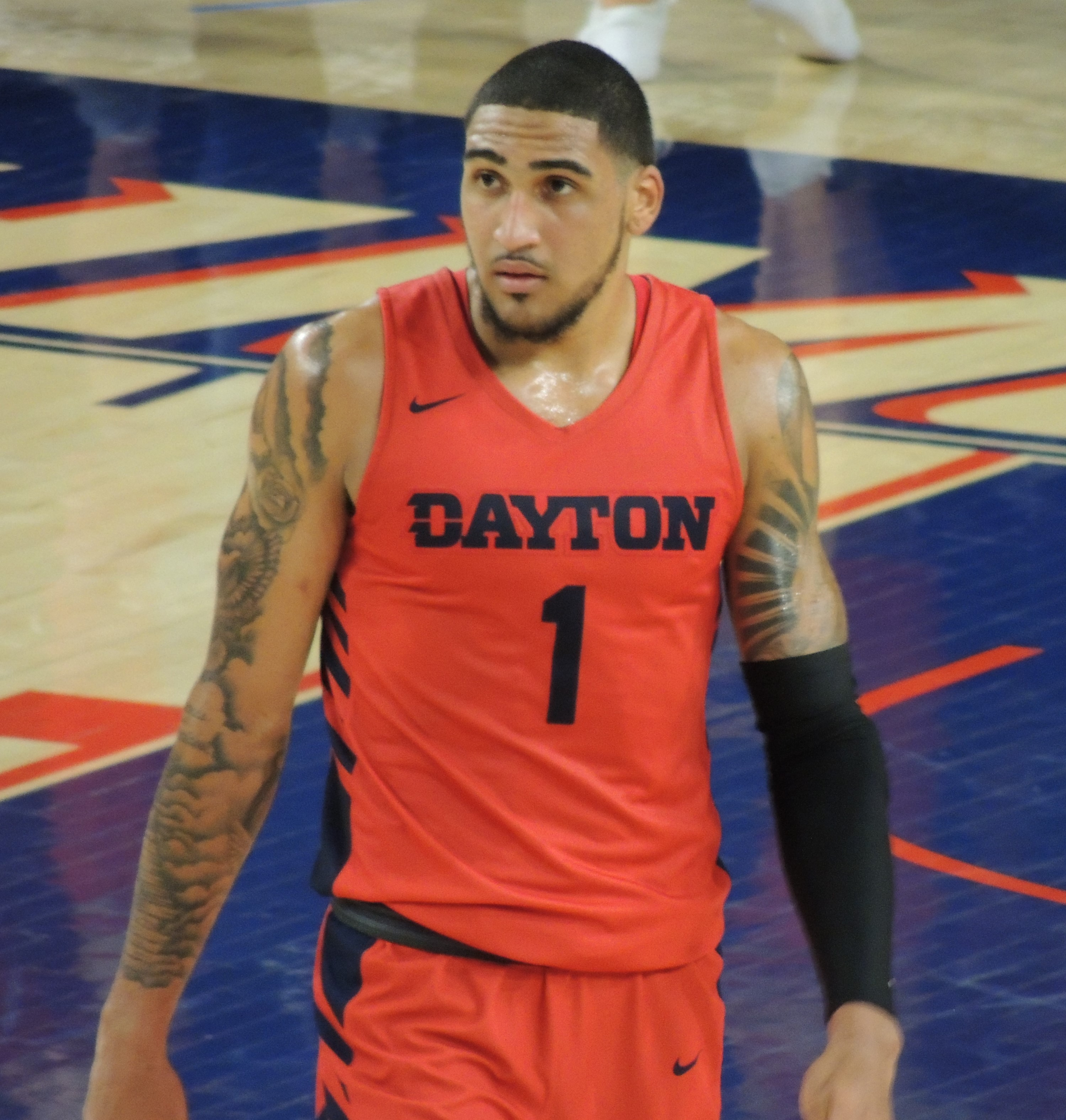
Obi Toppin con la maglia di Dayton

Nella sua stagione da freshman al college ha guidato la squadra con 14,4 punti, 5,6 rimbalzi a partita, venendo nominato per ben 7 volte Rookie of the Week dell'Atlantic 10 Conference. Alla fine della stagione è stato nominato per il Rookie of the Year, e inoltre è stato inserito nel First Team Atlantic 10, il primo freshman a riuscirci dopo Lamar Odom nel 1999. Nella sua stagione da Sophomore (2019-2020) ha messo a referto 20,0 punti 7,5 rimbalzi e 2,2 assist con il 63,3% dal campo. In quell'annata ha vinto numerosi premi tra cui l'Atlantic 10 Conference Men's Basketball Player of the Year, il Karl Malone Award, il NABC Player of the Year, il Naismith College Player of the Year, l'Oscar Robertson Trophy, il John Wooden Award e l'Associated Press College Basketball Player of the Year. Dopo la stagione ha annunciato la sua eleggibilità al Draft NBA 2020.

### NBA

#### New York Knicks (2020-)
Viene scelto al Draft NBA 2020 con l'ottava chiamata dai New York Knicks.

## Statistiche

### NCAA
| Anno      | Squadra       | PG | PT | MP   | TC%  | 3P%  | TL%  | RP  | AP  | PRP | SP  | PP   |
| --------- | ------------- | -- | -- | ---- | ---- | ---- | ---- | --- | --- | --- | --- | ---- |
| 2018-2019 | Dayton Flyers | 33 | 15 | 26,5 | 66,6 | 52,4 | 71,3 | 5,6 | 1,8 | 0,6 | 0,8 | 14,4 |
| 2019-2020 | Dayton Flyers | 31 | 31 | 31,6 | 63,3 | 39,0 | 70,2 | 7,5 | 2,2 | 1,0 | 1,2 | 20,0 |
| Carriera  | Carriera      | 64 | 46 | 29,0 | 64,7 | 41,7 | 70,6 | 6,6 | 2,0 | 0,8 | 1,0 | 17,1 |

#### Massimi in carriera
- Massimo di punti: 31 vs North Florida (30 dicembre 2019)[1]
- Massimo di rimbalzi: 12 (5 volte)
- Massimo di assist: 7 vs Rhode Island (1º marzo 2019)
- Massimo di palle rubate: 5 vs Massachusetts (11 gennaio 2020)
- Massimo di stoppate: 4 vs Richmond (25 gennaio 2020)
- Massimo di minuti giocati: 43 vs Saint Louis (17 gennaio 2020)

### NBA

#### Regular Season
| Anno      | Squadra        | PG  | PT | MP   | TC%  | 3P%  | TL%  | RP  | AP  | PRP | SP  | PP   |
| --------- | -------------- | --- | -- | ---- | ---- | ---- | ---- | --- | --- | --- | --- | ---- |
| 2020-2021 | N.Y. Knicks    | 62  | 0  | 11,0 | 49,8 | 30,6 | 73,1 | 2,2 | 0,5 | 0,3 | 0,2 | 4,1  |
| 2021-2022 | N.Y. Knicks    | 72  | 10 | 17,1 | 53,1 | 30,8 | 75,8 | 3,7 | 1,1 | 0,3 | 0,5 | 9,0  |
| 2022-2023 | N.Y. Knicks    | 67  | 5  | 15,7 | 44,6 | 34,4 | 80,9 | 2,8 | 1,0 | 0,3 | 0,2 | 7,4  |
| 2023-2024 | Indiana Pacers | 82  | 28 | 21,1 | 57,3 | 40,3 | 77,0 | 3,9 | 1,6 | 0,6 | 0,5 | 10,3 |
| 2024-2025 | Indiana Pacers | 79  | 4  | 19,6 | 52,9 | 36,5 | 78,1 | 4,0 | 1,6 | 0,6 | 0,4 | 10,5 |
| Carriera  | Carriera       | 362 | 47 | 17,2 | 52,3 | 35,5 | 77,1 | 3,4 | 1,2 | 0,4 | 0,4 | 8,5  |

#### Play-off
| Anno     | Squadra        | PG | PT | MP   | TC%  | 3P%  | TL%  | RP  | AP  | PRP | SP  | PP   |
| -------- | -------------- | -- | -- | ---- | ---- | ---- | ---- | --- | --- | --- | --- | ---- |
| 2021     | N.Y. Knicks    | 5  | 0  | 13,0 | 52,2 | 33,3 | 83,3 | 2,6 | 0,4 | 0,0 | 0,2 | 6,4  |
| 2023     | N.Y. Knicks    | 11 | 1  | 15,9 | 42,9 | 30,2 | 80,0 | 3,5 | 0,6 | 0,7 | 0,3 | 7,0  |
| 2024     | Indiana Pacers | 17 | 0  | 20,2 | 54,1 | 35,7 | 76,0 | 4,4 | 1,7 | 0,4 | 0,4 | 10,9 |
| 2025     | Indiana Pacers | 23 | 0  | 19,1 | 48,5 | 32,1 | 69,4 | 3,8 | 1,3 | 0,7 | 0,3 | 9,4  |
| Carriera | Carriera       | 56 | 1  | 18,3 | 49,6 | 32,8 | 73,6 | 3,8 | 1,2 | 0,5 | 0,3 | 9,1  |

#### Massimi in carriera
- Massimo di punti: 42 vs Toronto Raptors (10 aprile 2022)[2]
- Massimo di rimbalzi: 11 vs Charlotte Hornets (23 marzo 2022)
- Massimo di assist: 6 (4 volte)
- Massimo di palle rubate: 4 (2 volte)
- Massimo di stoppate: 3 vs Brooklyn Nets (6 aprile 2022)
- Massimo di minuti giocati: 45 vs Toronto Raptors (2 gennaio 2022)

## Palmarès

### Individuale

#### NCAA
- Naismith College Player of the Year (2020)
- John R. Wooden Award (2020)
- Karl Malone Award (2020)
- Oscar Robertson Trophy (2020)
- NABC Player of the Year (2020)
- Associated Press College Basketball Player of the Year (2020)
- First-team All Alantic 10 (2019, 2020)
- Atlantic 10 Rookie of the Year (2019)

#### NBA
- Slam Dunk Contest (2022)